# Ballarò (Fernsehsendung)
Die Sendung Ballarò wurde seit 2002 produziert und auf dem Sender Rai 3 der Rai ausgestrahlt. Es wurden politische Themen behandelt und Politiker eingeladen. Von 2002 bis 2014 war Giovanni Floris Moderator der Sendung sowie von 2014 bis zur Einstellung der Sendung am 5. Juli 2016 moderierte Massimo Giannini die Sendung. 